# Aarhusianerne paa Glatis
Aarhusianerne paa Glatis è un cortometraggio muto andato perduto del 1906 diretto da Thomas S. Hermansen.